# Наковалня (списание)
Вижте пояснителната страница за други значения на Наковалня.
„Наковалня“ е българско седмично литературно-научно списание. Излиза в София от 1925 до 1933 г.
Редактор и издател е Димитър Полянов, считан за един от първите български пролетарско-революционни писатели. Събира около себе си много млади пролетарски писатели и поети. Превръща се в смела антифашистка трибуна. Един от писателите, работили в него, е Христо Радевски – коректор и експедитор през 1926 година. Спрян е от властта.